# Neuer Jüdischer Friedhof (Nysa)
Koordinaten: 50° 29′ 21,1″ N, 17° 21′ 11″ O
Der Neue Jüdische Friedhof (polnisch Cmentarz żydowski) in Nysa (deutsch Neisse) liegt an der ul. Kaczkowski (bis 1945 Hochstraße) nordöstlich der Neisser Altstadt.

## Geschichte
Der Neue Jüdische Friedhof wurde 1815 angrenzend an den städtischen katholischen und evangelischen Friedhof angelegt und 1871 erweitert. Die letzte bekannte Beisetzung auf dem Friedhof fand 1928 statt.
1939 ging der Friedhof in den Besitz der Reichsvereinigung der Juden in Deutschland über. Während des Zweiten Weltkriegs wurde der Friedhof im Juni 1943 von der Gestapo übernommen. Nachfolgend wurden die Grabsteine zerstört und der Friedhof verwüstet.
Nach dem Übergang Schlesiens an Polen 1945 wurde die Friedhofsanlage 1967 durch die Verwaltung der Stadt Nysa für Bestattungszwecke geschlossen. Zu diesem Zeitpunkt bestanden auf dem Gelände des Neuen Jüdischen Friedhofs etwa 100 zerstörte Grabsteine. Bis heute haben sich auf dem verwilderten, 0,58 Hektar großen Gelände ca. 25 zerbrochene Grabsteine erhalten. Die Grabsteine bestanden aus Marmor, Granit und Sandstein. Fragmente typischer Dekorationen und Inschriften in hebräischer und deutscher Sprache sind auf zerbrochenen Grabsteinen erhalten geblieben.